# Kanslisvenska

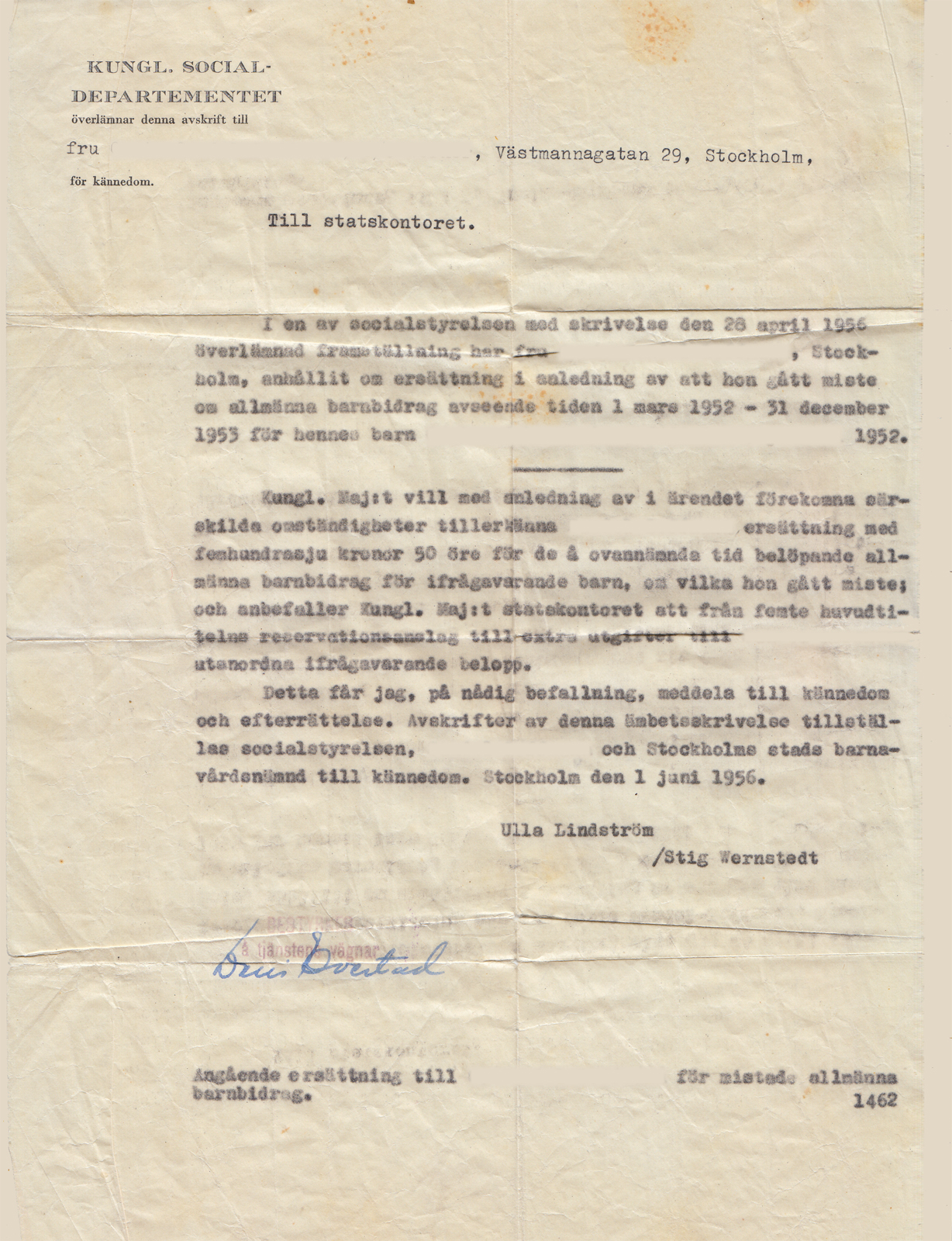
Ett exempel på kanslisvenska i en skrivelse från Socialdepartementet 1956, rörande retroaktivt barnbidrag.

Kanslisvenska är det framställningssätt av svenska som ansetts känneteckna byråkratiska skrivelser från myndigheter sedan 1500-talet. Skrivsättet har uppstått ur juridikens krav på exakthet och opersonlighet och har inverkat på skriftlig framställan från myndigheter och juridiska texter generellt. Stilen har kritiserats för att ha utvecklats till ett sätt att skriva långa, invecklade meningar. Kanslisvenskan avvek från den enkla meningsbyggnaden i landskapslagarna. Det var latinet och dess komplicerade satsbyggnad som kom att utgöra mönster för kanslisvenskan som även kom att benämnas kurialprosa, kurialspråk eller kurialstil där namnet hämtades från kurian.

## Reformer
På 1500-talet och 1600-talet var kanslisvenskan uppblandad med en stor del utländska lånord och en del av dessa blev en del av svenskan.
Bland annat Gustav Vasa och Karl XII ville att fogdar respektive ämbetsmän skulle använda svenska språket och undvika främmande ord. I efterdyningarna av rättsstavningsreformen 1906 gav statsmakten instruktioner om att vissa förenklingar i ämbetsskrivelserna skulle ske. Försöken till förenklingar har sedan fortsatt myndigheterna försöker använda sig av ett språk näraliggande för tiden gällande talad svenska. Till exempel kom riktlinjer för lagspråk 1967 och 1983 tillsattes en språkvårdsutredning. Utredningens rapport, Klarspråk – en grund för god offentlig service (Ds C 1985:3) resulterade bland annat i svarta listan och Myndigheternas skrivregler. Svarta listan gavs ut första gången 1988 och innehåller förslag på hur svåra ord och fraser kan ersättas av mer lättförståeliga varianter. Myndigheternas skrivregler gavs ut första gången 1991.
Språklagen instiftades 2009 och den så kallade "klarspråksparagrafen", Språklagens elfte paragraf lyder: Språket i all offentlig verksamhet ska vara vårdat, enkelt och begripligt.

## Kritik
Kanslisvenskan har i överförd bemärkelse blivit synonym med byråkrati och maktspråk. Den har kritiserats för att vara medvetet inexakt, men inlindad i ett komplicerat språk för att ge en illusion av exakthet. Ordspråk har "översatts" till kanslisvenska för att visa på dess absurditet, till exempel:
Kvaliteten hos ett genom extraktion av animaliska och/eller vegetabiliska komponenter i genom upphettning aktiverat fluidum framställt nutritivt preparat förhåller sig omvänt till numerären hos den i produktionen engagerade kulinariskt skolade personalen.
istället för
Ju fler kockar desto sämre soppa.